# Borneo-Wimperspitzmaus

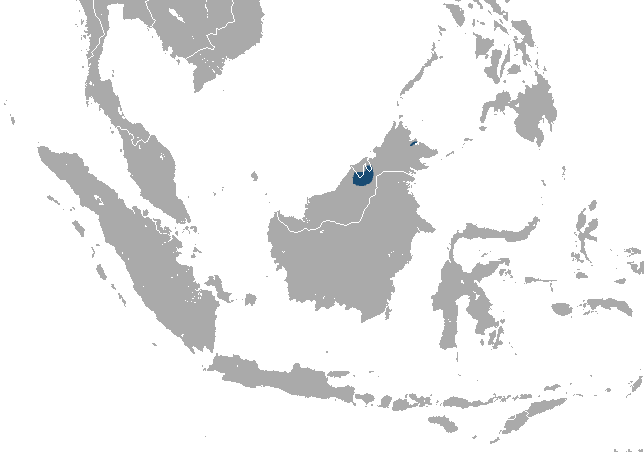
Verbreitungsgebiet der Borneo-Wimperspitzmaus in blau

Die Borneo-Wimperspitzmaus (Suncus hosei) ist ein auf Borneo endemisches Säugetier in der Gattung der Dickschwanzspitzmäuse. Die Population wurde zeitweilig in die Etruskerspitzmaus (Suncus etruscus) als Synonym eingeordnet. Der Artzusatz im wissenschaftlichen Namen ehrt den britischen Naturforscher Charles Hose.

## Merkmale
Mit einer Kopf-Rumpf-Länge von 53 bis 59 mm, einer Schwanzlänge von 20 bis 28 mm und einem Gewicht von 2 bis 5 g ist die Art nur etwas größer als die Etruskerspitzmaus. Das seidenweiche Fell der Oberseite ist rauchgrau mit eingemischten weißen Haarabschnitten oder Haaren, die ein gesprenkeltes Aussehen erzeugen. Unterseits ist helleres Fell vorhanden, während Ohren, Vorder- und Hinterpfoten sowie der Schwanz dunkelbraun sind. Trotz Zugehörigkeit zu den Dickschwanzspitzmäuse ist der Schwanz schmal. Er trägt einige längere Haare, die von kurzen Haaren umgeben sind. Verschiedene Abweichungen des Schädels und der Zähne unterscheiden die Art von anderen Gattungsvertretern. In der Region ist nur die auf Sumatra heimische Crocidura neglecta ähnlich klein. Bei der Sunda-Spitzmaus (Crocidura monticola) ist der Schwanz im Verhältnis zum Köper deutlich länger.

## Verbreitung und Lebensweise
Die Borneo-Wimperspitzmaus lebt auf Borneo im Grenzbereich zwischen Malaysia und Brunei. Möglicherweise erreicht sie auch den indonesischen Teil. Eine weitere Population ist aus dem äußersten Nordosten der Insel bekannt. Das Verbreitungsgebiet liegt im Flach- und Hügelland bis 800 Meter Höhe. Als Habitat dienen Wälder mit Flügelfruchtgewächsen. Die Wälder können verändert sein.
Diese Spitzmaus frisst vorwiegend Insekten. Da sie mit Ködern aus gesalzenem Fisch gefangen wurde, ist wahrscheinlich, dass Kadaver zur Nahrung zählen. Weitere Angaben zum Verhalten fehlen. Die Art ist in ihrem Revier seltener als die Borneo-Spitzmaus (Crocidura foetida).

## Gefährdung
Möglicherweise wirken sich Forstwirtschaft und die Umwandlung der Wälder zu Plantagen negativ aus. Die Größe der Population ist nicht bekannt. So wird die Borneo-Wimperspitzmaus von der IUCN mit unzureichende Datenlage (data deficient) gelistet.